# Zoltán Peskó
Zoltán Peskó est un chef d'orchestre et compositeur hongrois né le 15 février 1937 à Budapest, où il est mort le 31 mars 2020.

## Biographie
Zoltán Peskó naît le 15 février 1937 à Budapest.
Il étudie à l'Académie de musique Franz-Liszt de Budapest, dont il sort diplômé en 1962, avant de suivre entre 1963 et 1966 des cours de composition avec Goffredo Petrassi et Franco Ferrara en Italie, et de direction d'orchestre avec Pierre Boulez en Suisse.
Peskó devient assistant de Lorin Maazel au Deutsche Oper de Berlin et au Deutsches Symphonie-Orchester Berlin, entre 1966 et 1969, puis chef d'orchestre au Deutsche Oper de 1969 à 1973. En parallèle, il enseigne à la Hochschule für Musik de Berlin entre 1969 et 1972.
Il fait ses débuts à la Scala de Milan en 1970 puis dirige successivement au Teatro Communale de Bologne, à la Fenice de Venise (1976-1977) et à l'Orchestre symphonique de la RAI de Milan (1978-1982).
Entre 1996 et 1999, il est directeur général de la musique à la Deutsche Oper am Rhein (Düsseldorf-Duisbourg). En 2001, il devient directeur musical au Teatro Nacional de São Carlos à Lisbonne puis chef honoraire en 2012.
Comme interprète, Peskó se distingue particulièrement dans la musique contemporaine, créant notamment des œuvres de Dallapiccola, Xenakis, Bussotti, Donatoni, Jolivet, Kurtág et Rihm. Il dirige la première de la version allemande de La Forêt de Liebermann à Schwetzingen en 1988, et la première de Blimunda d'Azio Corghi à Milan en 1990.
Comme compositeur, il est l'auteur de plusieurs partitions écrites dans un idiome d'avant-garde, dont Tensions, un quatuor à cordes, Trasformazione, pour orchestre, Bildnis einer Heiligen, pour soprano, chœur d'enfants et ensemble de chambre, et Jelek, pour instruments à clavier.
Zoltán Peskó meurt le 31 mars 2020,.

## Créations
Zoltán Peskó est le créateur de nombreuses œuvres, de Sylvano Bussotti (Il catalogo è questo, 1960), Azio Corghi (Sinfonia, 1982 ; Blimunda, opéra, 1990), Franco Donatoni (Quattro estratti, 1974 ; Voci, 1974 ; In cauda, 1982 ; Tema, 1985 ; Atem, 1985), Jacob Druckman (Shog, 1991), Sandro Gorli (Viveka, 1972), Nicolaus A. Huber (en) (Go Ahead, 1989), André Jolivet (Bogomilè, suite, 1982), György Kurtág (Grabstein für Stefan, version révisée, 1993 ; Messages pour orchestre, op. 34, 1998), Ivo Malec (Ottava bassa, 1984), Modeste Moussorgski (Salammbô, 1980), Wolfgang Rihm (Dies, 1985), Dieter Schnebel (Jowaegerli, 1983 ; Fünf Geistliche Lieder von Bach, 1985 ; Missa, 1988 ; Raumklang X, 1989 ; Re-Visionen, 1989 ; Janáček-Moment, 1992 ; Totentanz, 1995) et Iannis Xenakis (Kynia, 1990 ; Dämmerschein, 1994 ; Koïranoï, 1996).